# Hassiba Ben Bouali
Hassiba Bến Bouali (tiếng Ả Rập: حسيبة بن بوعلي) (18 tháng 1 năm 1938 - 9 tháng 10 năm 1957) là một chiến binh trong cuộc chiến giành độc lập ở Algeria (1954 Ảo62).
Bà sinh ra ở El-Asnam, Algeria. Cha mẹ bà đã chuyển đến Algiers vào năm 1947, nơi bà theo học tại Lycée Delacroix (trung học). Bà tham gia Phong trào Hướng đạo, và những chuyến đi của bà khiến bà nhận thức được các điều kiện khó khăn của người Algeria dưới thời chính quyền thuộc địa. Điều này thúc đẩy bà gia nhập Liên minh générale des étudiants musulmans algériens (Tổng liên hiệp các sinh viên Hồi giáo Algeria) vào năm 1954, ở tuổi 16. Bà tham gia vào cuộc đấu tranh dân tộc cho đến khi chết. Trong Trận chiến Algiers năm 1957, bà và ba người bạn đồng hành bao gồm Ali Ammar (còn gọi là Ali La Pointe) đã bị giết khi các lực lượng Pháp ném bom nơi ẩn náu của họ ở Casbah.
Benbouali đã được đạo diễn người Ý Gillo Pontecorvo miêu tả trong bộ phim Trận chiến Algiers. Một trong những đại lộ lớn nhất ở Algiers và Đại học Chlef được đặt theo tên của bà.

## liên kết ngoài
- Tiểu sử Hassiba Ben Bouali (tiếng Pháp)